# Rádióhorizont
A rádióhorizont az a maximális távolság a Föld felszínén, amikor az adóantenna és a vevőantenna látja egymást,  nem takarja el a Föld felszínének kidomborodása. A Föld felszínén közvetlen hullámú rádióösszeköttetés csak a rádióhorizonton belül hozható létre.

### A Rádióhorizont fogalma
A rádióhorizont eltér a geometriai horizonttól, valamennyivel túlér azon. Az elektromágneses hullámok kissé elgörbülnek a Föld felszínét követve. Minél kisebb az elektromágneses hullám hullámhossza, annál kisebb mértékű ez az eltérés, annál inkább egybeesik a rádióhorizont a geometriai horizonttal. Belátható, hogy az optikai horizont nem tér el számottevően a geometriai horizonttól, mivel a látható fény hullámhossza 100 nm-es nagyságrendű.

### A rádióhorizont számítása

#### Általános számítás
Adott r sugarú bolygón a következőképp számítható a rádióhorizont:
{\displaystyle \gamma =\arccos {\frac {r}{r+h_{1}+h_{2}}}}
{\displaystyle d_{geom}={\frac {2r\pi \gamma }{360}}}
{\displaystyle \theta \approx {\sqrt[{6}]{1+49800\pi {\frac {\lambda ^{3}}{r}}}}}
{\displaystyle d_{eff}\approx \theta d_{geom}}
- r - a bolygó sugara m-ben, (Föld esetén: 6 372 797 m)
- dgeom - geometriai horizont m-ben
- deff - az effektív horizont m-ben
- h1 - az egyik antenna talajszint feletti magassága m-ben
- h2 - a másik antenna talajszint feletti magassága m-ben
- γ - a két pont távolsága navigációs szögben
- θ - az eltérés mértéke

Rádióhorizont számolásához használható c program:
```
#include
 
<stdio.h>

#include
 
<math.h>

// compile: gcc radiohorizont.c -lm -o radiohorizont

float
 
r_e
=
6372797
;

float
 
ggamma
(
float
 
r
,
 
float
 
h1
,
 
float
 
h2
){

	
return
 
acos
(
r
/
(
r
+
h1
+
h2
));

}

float
 
d_geom
(
float
 
r
,
 
float
 
gammax
){

	
return
 
r
*
gammax
;

}

float
 
theta
(
float
 
r
,
 
float
 
lambda
){

	
return
 
pow
(
1
+
49800
*
M_PI
*
((
lambda
*
lambda
*
lambda
)
/
r
),
0.16666
);

}

float
 
d_eff
(
float
 
d_geom
,
 
float
 
thetax
){

	
return
 
thetax
*
d_geom
;

}

void
 
main
(){

	
float
 
lambda
,
 
h1
,
 
h2
;

	
printf
(
"Hullámhossz (m):"
);
scanf
(
"%f"
,
&
lambda
);

	
printf
(
"h1 (m):"
);
scanf
(
"%f"
,
&
h1
);

	
printf
(
"h2 (m):"
);
scanf
(
"%f"
,
&
h2
);

	
float
 
gm
=
ggamma
(
r_e
,
h1
,
h2
);

	
float
 
dg
=
d_geom
(
r_e
,
gm
);

	
printf
(
"Geometriai horizont (km): %f
\n
"
,
dg
/
1000
);

	
float
 
th
=
theta
(
r_e
,
lambda
);

	
float
 
de
=
d_eff
(
dg
,
th
);

	
printf
(
"Rádióhorizont (km): %f
\n
"
,
 
de
/
1000
);

}

```

#### Gyakorlatban jól használható képletek földfelszíni számításokhoz
{\displaystyle d=x({\sqrt {h_{1}}}+{\sqrt {h_{2}}})}
- h1 h2 - az antennák magassága m-ben
- d - a horizont km-ben
- x - állandó, optikai: 3.57 UHF: 3.8 VHF 4.1